# Hylopsar
Hylopsar är ett fågelsläkte i familjen starar inom ordningen tättingar. Släktet omfattar endast två arter med utbredning i västra och centrala Afrika:
- Purpurhuvad stare (H. purpureiceps)
- Kopparstjärtad stare (H. cupreocauda)

Tidigare placerades arterna i släktet Lamprotornis.